# Izomeria konstytucyjna
Izomeria konstytucyjna – rodzaj izomerii cząsteczek chemicznych mających tę samą liczbę tych samych atomów, między którymi występuje jednak inny układ wiązań chemicznych. Izomery konstytucyjne mają ten sam ogólny wzór sumaryczny.
Dawniej izomery konstytucyjne były nazywane izomerami strukturalnymi, gdyż mają one różne wzory strukturalne. Było to jednak o tyle niejasne, że wiele izomerów konfiguracyjnych również ma różne wzory strukturalne. Izomery konstytucyjne mają różne wiązania chemiczne (tzw. konstytucję), podczas gdy konfiguracyjne różnią się tylko różnym rozmieszczeniem atomów w przestrzeni, przy zachowaniu tego samego zbioru wiązań chemicznych.
Izomery konstytucyjne węglowodorów mają zwykle zbliżone właściwości chemiczne, ale mają inne fizyczne, np. inną temperaturę wrzenia.
Rodzaje izomerii konstytucyjnej:
- szkieletowa (łańcuchowa) – różna budowa szkieletu węglowego cząsteczek, np. n-butan i izobutan (C4H10)
- podstawienia (położenia podstawnika) – różne położenie grup funkcyjnych przy takim samym szkielecie węglowym, np. propanol i izopropanol (C3H8O)
- funkcyjna (metameria) – różne grupy funkcyjne lub różne położenie wiązań wielokrotnych, np. octan etylu i kwas masłowy (C4H8O2) lub 1-buten i 2-buten (C4H8)
- tautomeria – występowanie grupy funkcyjnej w dwóch formach różniących się położeniem atomu wodoru i wiązań wielokrotnych